# Coccymys kirrhos
Coccymys kirrhos  (Musser & Lunde, 2009) è un roditore della famiglia dei Muridi endemico della Nuova Guinea.

## Descrizione

### Dimensioni
Roditore di piccole dimensioni, con la lunghezza della testa e del corpo tra 80 e 105 mm, la lunghezza della coda tra 142 e 159 mm, la lunghezza del piede tra 23 e 26 mm, la lunghezza delle orecchie tra 17 e 20 mm e un peso fino a 28 g.

### Aspetto
La pelliccia è soffice e densa. Le parti superiori sono bruno-arancione brillante, con dei riflessi giallo-brunastri lungo i fianchi, la faccia è grigia, le guance sono fulve, mentre le parti ventrali sono grigio-biancastre. Sono presenti degli anelli nero-brunastri intorno agli occhi e nella parte del muso dove sorgono le vibrisse. La parte dorsale delle zampe è cosparsa di pochi peli brunastri o incolori. La coda è più lunga della testa e del corpo ed è uniformemente bruno-grigiastra.

## Biologia

### Comportamento
È una specie notturna e arboricola, sebbene passi gran parte del tempo al suolo per nutrirsi.

## Distribuzione e habitat
Questa specie è diffusa nella parte centro-occidentale della cordigliera centrale della Nuova Guinea.
Vive nelle foreste muschiose medio-montane e nelle praterie tra 2.230 e 2.500 metri di altitudine.

## Conservazione
Questa specie, essendo stata scoperta solo recentemente, non è stata sottoposta ancora a nessun criterio di conservazione.